# جین گری (کمیک)
جین گرِی با نام کامل جین ایلین گری-سامرز (به انگلیسی: Jean Elaine Grey-Summers) یک شخصیت خیالی ابرقهرمان در کتاب‌های کمیک آمریکایی منتشر شده توسط مارول کامیکس است، که به عنوان یکی از اعضاء و مؤسسین تیم مردان ایکس به‌شمار می‌رود. شخصیت جین گری توسط نویسنده استن لی و طراح جک کربی خلق شده‌است که برای اولین بار در شمارهٔ ۱ از مجموعه کمیک مردان-ایکس غیرطبیعی در سپتامبر ۱۹۶۳ حضور پیدا کرد. این شخصیت تا به حال تحت عنوان‌های مارول گرل، فینکس و دارک فینکس شناخته شده‌است. او نقشی کلیدی در روند زندگی دیگر شخصیت‌های جهان مارول، به خصوص در مردان ایکس و شخصیت‌هایی از جمله همسرش سایکلاپس، چارلز اگزاویه مربی و چهره‌ای که برای او همانند پدری می‌ماند، ولورین که به او علاقهٔ عاشقانه داشت، استورم، یکی از بهترین دوستانش که برای او مانند خواهری می‌ماند و فرزندان ژنتیکیش ریچل سامرز، کیبل و ناتانیل‌گری دارد.
جین گری عضو یکی از زیرشاخه‌های بشریت با نام جهش‌یافته‌ها به‌شمار می‌رود که با توانایی‌های ابرانسانی از جمله دورآگاهی، دورجنبی، و همدلی به دنیا آمده‌است. او شخصیتی مهربان و دلسوز دارد، اما از طرف دیگر باید با بودن یک جهش‌یافته سطح امگا و تجلی فیزیکی نیروی فینکس کیهانی به مقابله بپردازد.
فامکه یانسن نقش جین‌گری را در پنج قسمت فیلم در مجموعه فیلم‌های مردان ایکس ایفا کرده‌است. سوفی ترنر نیز نقش جین جوان را در فیلم‌های مردان ایکس: آپوکالیپس (۲۰۱۶) و دارک فینکس (۲۰۱۹) بازی کرده‌است.

## تاریخچه
جین گری دختر کوچک پروفسور جان‌گری از بخش تاریخ کالج بارد در نیویورک و همسرش الین‌گری بود. او خواهری بزرگتر از خود با نام ساراگری داشت. وقتی جین ده ساله بود، او و بهترین دوستش آنی ریچاردسون در حال بازی بودند که آنی با خودرویی تصادف کرد. احساسات جین در لحظه‌ای که دوست در حال مرگش را در آغوش گرفته بود، نیروی خفته دورآگاهی او را بیدار نمود و در نتیجه حس آخرین لحظات زندگی آنی را تجربه کرد. این اتفاق ناگوار جین را به مرحلهٔ عمیقی از افسردگی شدید برد. علاوه بر این جین دریافت که قادر به کنترل توانایی دورآگاهی خود نیست، و مجبور شد برای حفظ سلامت روحی خود را از دیگران دور نگه دارد. بالاخره وقتی یازده ساله شد، یک روان‌پزشک برای کمک به پدر و مادرش پیشنهاد مراجعه به یکی از همکارانش، پروفسور چارلز اگزاویه را داد که دارای قدرت دورآگاهی بسیار بالایی بود.
پروفسور اگزاویه برای جین در غیاب والدینش توضیح داد که او یک جهش‌یافته‌است و به مدت چندین سال او را تحت درمان قرار داد. در طی این زمان، اگزاویه یک پوشش محافظ ذهنی برای ذهن جین تعبیه کرد، تا قادر به استفاده از توانایی دورآگاهی خود تا زمانی که بلوغ لازم برای کنترل آن برسد، نباشد. به‌طور همزمان، همچنین اگزاویه به او طریقهٔ استفاده از قدرت دورجنبی را آموخت. وقتی اگزاویه تشخیص داد جین به نقطه‌ای از سطح تسلط قدرت دورآگاهی رسیده‌است، به والدینش پیشنهاد داد، جین را در مدرسه تازه تأسیس ویژهٔ جوانان با استعداد ثبت نام کنند. پروفسور و همسرش از این مسئله اطلاعی نداشتند که این مدرسه به عنوان پناهگاهی برای مردان ایکس، گروهی از ابرقهرمان‌های جهش‌یافته جوان که توسط شخص چارلز اگزاویه برای مقابله با جهش‌یافته‌هایی که از قدرت خود علیه بشریت استفاده می‌کردند، آموزش می‌دیدند. جین با ورود به این مدرسه، پنجمین عضوی محسوب شد که به گروه مردان ایکس پیوسته بود و در آن زمان نام مستعار «مارول گرل» را برای خود برگزید.
پنج عضو اصلی برای چندین سال با یکدیگر باقی ماندند. پس از گذشت مدت کوتاهی از پیوستن جین به گروه، او و اسکات سامرز، معروف به سایکلاپس به یکدیگر علاقه‌مند شدند. اگرچه برای مدتی هیچ‌یک از این دو نفر احساس واقعی‌اش را ابراز نکرد، اما در نهایت اعتراف کردند که عاشق یکدیگر هستند. مدتی بعد، پس از اینکه اگزاویه اعضای جدیدی برای مردان ایکس استخدام کرد، گری همراه با چندین عضو دیگر تصمیم به ترک سازمان به منظور رسیدگی به زندگیشان گرفتند. اگرچه اسکات سامرز همچنان در مردان ایکس باقی ماند و به رابطهٔ عاشقانه خود با جین ادامه داد.

## توانایی‌ها و قدرت‌ها
جین‌گری به عنوان یک جهش‌یافته سطح امگا در نظر گرفته می‌شود. او از بدو تولد، جهش‌یافته‌ای قدرتمند با توانایی دورآگاهی و دورجنبی بود. او با استفاده از قدرت دورجنبی قادر به حرکت، به‌کارگیری یا شناور ساختن خود یا اشیاء دیگر به شکل و در مسیر دلخواه است. او همچنین نماد مورد علاقهٔ نیروی فینکس (ققنوس) محسوب می‌شود، و زمانی که نقش این نماد را ایفا می‌کند، او یکی از قدرتمندترین اجرام و نهادهای کیهانی در زمین ۶۱۶ به‌شمار می‌رود که توسط آن حتی قادر به شکست گالاکتوس نیز بود. جین به نوبه خود یکی از قویترین اجرا کنندگان قابلیت دورآگاهی است، اما از شخصیت‌هایی از جمله چارلز اگزاویه و شدو کینگ در این زمینه ضعیف‌تر می‌باشد. با این حال هنگام دسترسی به نیروی فینکس، توانایی دورآگاهی و دورجنبی جین به درجه‌ای باور نکردنی افزایش می‌یابد. به علاوه جین در این حالت قادر به سفر در خلأ فضا و عبور از فواصل بین ستاره‌ای حتی سریع‌تر از سرعت نور است.
جین قادر به خواندن و کنترل ذهن افراد و حتی جانوران است. محدوده‌ای که این توانایی در آن انجام می‌پذیرد به‌طور دقیق مشخص نیست، اما هنگام دسترسی به نیروی ققنوس، میزان آن به مرز نامحدودی می‌رسد. او قدرت دورآگاهی خود را به شکل یک پرنده آتشین نشان می‌دهد که پنجه‌هایش باعث آسیب‌های جسمی و روانی می‌شود. جین قادر به فلج نمودن کامل اندام و حتی ذهن افراد، اما به صورت موقتی است. جین توسط نیروی خودلگامی قادر به تغییر شخصیت افراد به‌طور دائمی و پاک کردن حافظه به اندازه جزئی یا به‌طور کامل است. او همچنین از توانایی دورآگاهی در زمینه‌های دفاعی نیز بهره می‌گیرد. او می‌تواند حضور خود و همچنین استفاده از توانایی‌هایش را از دیگر افراد دارای قدرت دورکاری ذهن مخفی نگاه دارد. جین قادر به ایجاد سپر ذهنی برای حفاظت از خود و دیگران است. از توانایی‌های دیگر جین می‌توان به ایجاد وهم واقع‌گرایانه در افراد اشاره کرد که فرد حوادثی را تجربه می‌کند که در واقع رخ نداده‌اند. او می‌تواند حضور ابرانسان‌های جهش‌یافته دیگر را در داخل شعاع کوچک اما تعریف نشده‌ای احساس کند.
جین گری در آخرین حالت فینکس فورس، یعنی (white phoenix of the crown)، به گونه‌ای قدرتمند است که پتانسیل شکست دادن شخصیت‌هایی همچون بیاندر و فراموشی را داراست. این نسخه از جین گری حضور کوتاهی در جهان مارول داشته و اولین بار توسط گرنت موریسون و مارک سیلوستری در شمارهٔ ۱۵۴ از کمیک مردان-ایکس جدید حضور پیدا کرده‌است.